# امپایر استیت آو مایند
«امپایر استیت آو مایند» تک‌آهنگی از هنرمند اهل ایالات متحده آمریکا جی-زی، آلیشا کیز است که در سال ۲۰۰۹ میلادی منتشر شد.